# Seznam polských fotografů
Toto je abecedně řazený seznam polských fotografů:

## A
- Mariusz Adamski
- Andrzej Ancuta (1919–2009) fotografoval Varšavské povstání roku 1944
- Mirosław Araszewski
- Stefan Arczyński (1916–2022), od sportovní a divadelní fotografie přešel k válečné a nakonec k domunetární fotografii, vyučoval a psal knihy, působil ve Vratislavi

## B

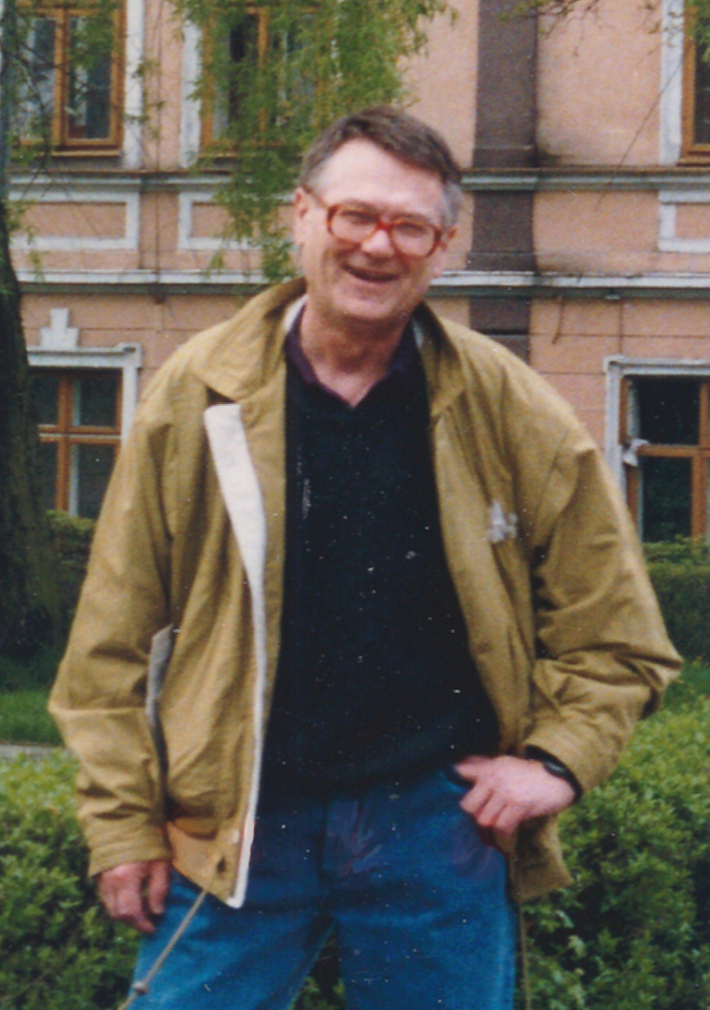
Zdzisław Beksiński

- Stanisław Bala (1922–2013) fotografoval Varšavské povstání roku 1944
- Krzysztof Barański
- Leon Barszczewski
- Inez Baturo
- Stefan Bałuk (1914–2014) fotografoval Varšavské povstání roku 1944
- Agnieszka Bałut
- Zdzisław Beksiński (1929–2005)
- Joshua Budziszewski Benor
- Jan Berdak
- Karol Beyer (1818–1877)
- Paweł Bielec
- Stanisław Bober
- Stanisław Bochnig
- Konrad Brandel
- Wilhelm Brasse (1917–2012)
- Sylwester Braun (1909–1996) fotografoval Varšavské povstání roku 1944
- Karolina Breguła
- Wojciech Bruszewski
- Zbigniew Brym (1919–2006) fotografoval Varšavské povstání roku 1944
- Janusz Maria Brzeski (1907–1957)
- Anna Brzezińska-Skarżyńska
- Agnieszka Brzeżańska
- Adam Bujak
- Tadeusz Bukowski (1909–1980) fotografoval Varšavské povstání roku 1944
- Wojciech Buyko
- Jan Bułhak (1876–1950)
- Janusz Bułhak

## C
- Michał Cała
- Tyburcy Chodźko
- Zofia Chomętowska
- Wiesław Chrzanowski (1920–2011) fotografoval Varšavské povstání roku 1944
- Marta Eloy Cichocka
- Erazm Ciołek (1937–2012)
- Tadeusz Cyprian
- Czesław Czapliński
- Alojzy Czarnecki
- Adam Czarnowski
- Marek Czasnojć
- Andrzej Cłapa

## D
- Zdzisław Dados
- Marian Dederko
- Szymon Dederko
- Witold Dederko
- Benedykt Jerzy Dorys
- Andrzej Dragan
- Tadeusz Drankowski
- Andrzej Dudziński
- Wincenty Dunikowski-Duniko
- Leonard Durczykiewicz
- Melecjusz Dutkiewicz
- Bogdan Dziworski
- Janusz Dębski
- Jacenty Dędek
- Marcin Dławichowski
- Zbigniew Dłubak

## E
- Sławomir Elsner

## F
- Maksymilian Fajans

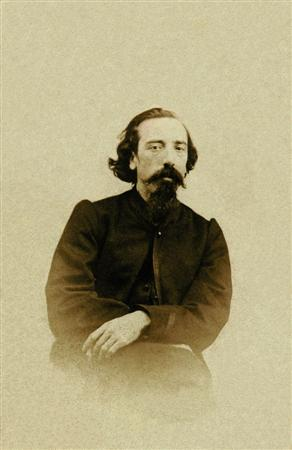
Maksymilian Fajans

- Ewa Faryaszewska (1920–1944) fotografovala barevně Varšavské povstání roku 1944
- Barbara Falender
- Edward Falkowski
- Leszek Fidusiewicz
- Foksal Web Studio
- Adolf Forbert
- Leon Forbert

## G
- Janusz Gajos
- Adolf Gancwol-Ganiewski
- Bolesław Gardulski
- Janina Gardzielewska
- Stanisław Gał
- Jerzy Giergielewicz
- Wojciech Gilewicz
- Michał Giorew
- Maurycy Gomulicki
- Zbigniew Gostomski
- Karol Grabowski
- Michał Greim
- Adam Gryczyński
- Marta Gryniewicz
- Tomasz Gudzowaty
- Henryk Gąsiorowski

## H
- Zygmunt Halka
- Eugeniusz Haneman (1917–2014) fotografoval Varšavské povstání roku 1944
- Edward Hartwig
- Henryk Hermanowicz
- Mariusz Hermanowicz
- Marek Holzman
- Ryszard Horowitz

## J
- August Jaderny
- Waldemar Jama
- Elżbieta Janicka
- Zuzanna Janin
- Zbigniew Jarzyński
- Joachim Joachimczyk fotografoval Varšavské povstání roku 1944

## K
- Aleksandra Kaczkowska
- Feliks Kaczmarski
- Marek Karewicz
- Andrzej Karmasz
- Jan Jerzy Karpiński
- Wiesław Karpusiewicz
- Mieczysław Karłowicz
- Menachem Kipnis
- Michał Kobyliński
- Mikołaj Komar
- Bogdan Konopka
- Adam Kordal
- Jan Kosidowski
- Eustachy Kossakowski
- Marian Kostrzewski
- Kacper Kowalski
- Andrzej Kramarz
- Witold Krassowski
- Lucjan Kraszewski
- Ignacy Krieger
- Zbigniew Kryda
- Stanisław Krygowski
- Michał Kurc
- Marcin Kydryński
- Jacek Kłoczko

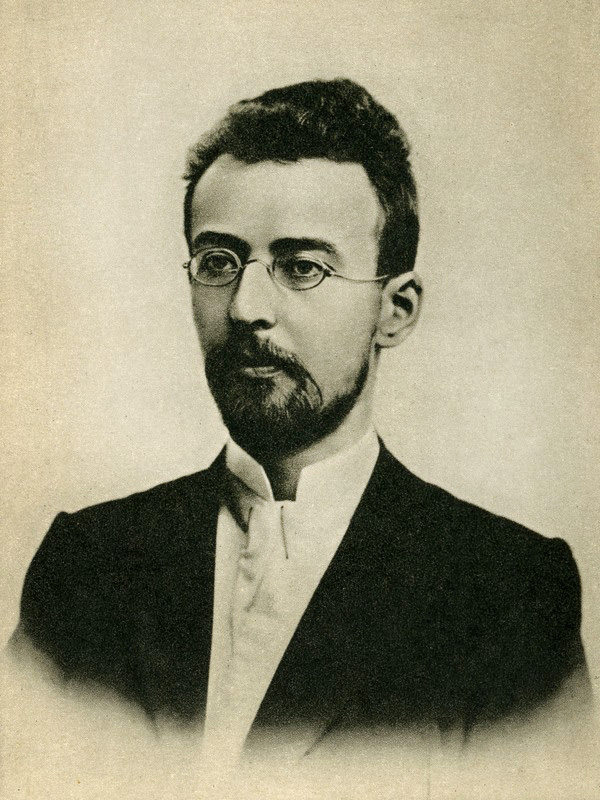
Mieczysław Karłowicz

- Paweł Kwiek (1951–2022), umělec, fotograf, kameraman, světelný producent

## L
- Jerzy Lande
- Elżbieta Łaniewska-Łukaszczyk fotografovala Varšavské povstání roku 1944
- Tadeusz Langier
- Robert Laska
- Piotr Lebiedziński
- Jerzy Lewczyński
- Ireneusz Linde
- Tadeusz Link
- Eugeniusz Lokajski (1908–1944) fotografoval Varšavské povstání roku 1944
- Jerzy Lubczyński
- Krystyna Łyczywek (1920–2021) polská romanistka, překladatelka francouzské literatury, novinářka a fotografka

## M
- Aleksander Maciesza
- Andrzej Majewski
- Stanisław Markowski
- Maciej Michalski
- Bogusław Michnik
- Jan Mieczkowski
- Janusz Mielczarek
- Henryk Mikolasch
- Krzysztof Miller (fotograf)
- Krzysztof Miller (operátor)
- Tadeusz Myśliński

## N

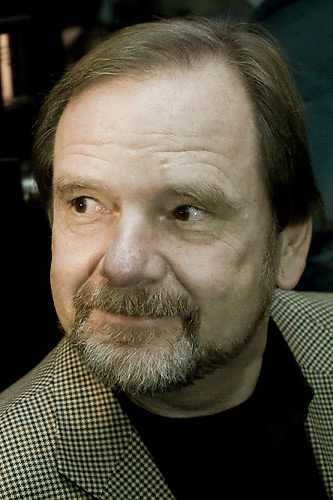
Chris Niedenthal

- Maciej Nabrdalik
- Jakub Jodko Narkiewicz
- Zofia Nasierowska
- Chris Niedenthal
- Szymon Niemiec
- Wojciech Nowicki (spisovatel)

## O
- Fortunata Obrąpalska
- Jerzy Olek
- Krzysztof Olszewski (fotograf)
- Marcin Olszyński
- Maciej Osiecki
- Edmund Osterloff
- Stanisław Ostoja-Kotkowski
- Marek Ostrowski (biolog)

## P
- Dominik Pabis
- Andrzej Pawłowski (fotograf)
- Artur Pawłowski
- Mieczysław Peterek
- Miłosław Petruszka
- Nata Piaskowski (1912–2004), polsko-americká fotografka, krajiny, portréty
- Paweł Pierściński
- Anna Teresa Pietraszek
- Maciej Piotrowski
- Stefan Plater-Zyberk
- Lidia Popiel
- Wojciech Prażmowski
- Krzysztof Pruszkowski
- Grzegorz Przyborek
- Igor Przybylski
- Tadeusz Przypkowski
- Włodzimierz Puchalski

## R
- Ludwik Reiter
- Józef Robakowski
- Robert Rybak
- Tadeusz Rolke (1929–2025)
- Witold Romer
- Józef Rosner
- Henryk Ross
- Michał Rossler-Moczulski
- Eva Rubinsteinová (* 1933), polsko-americká fotografka, intimní pohledy na lidi a (často prázdné) interiéry
- Jadwiga Rubiś
- Wilhelm Russ
- Joanna Maria Rybczyńska
- Zofia Rydet
- Zdzisław Rynkiewicz
- Ryszard Rzepecki
- Walery Rzewuski
- Tadeusz Rząca
- Andrzej Różycki

## S
- Sergiusz Sachno
- Krzysztof Sadowski
- Andrzej Sawa (* 1941), polsko-jihoafrický fotograf, pro magazín Sunday Times fotografoval sportovní události, portréty, celebrity, přemísťování zvířat v národním parku Etosha v Namibii, dvě LP pro skupinu Queen.
- Bronisław Schlabs
- Marian Schmidt
- Kazimierz Seko
- Leonard Sempoliński
- Jeanloup Sieff
- Tomasz Sikora (fotograf)
- Stanisława Siurawska
- Maciej Skawiński
- Irena Kummant-Skotnicka (1924–2003) fotografovala Varšavské povstání roku 1944
- Jan Smaga
- Mikołaj Smoczyński
- Tomasz Sobczak (malíř)
- Tomasz Sobecki
- Tomasz Sobieraj
- Stanisław Sommer (1923–2002) fotografoval Varšavské povstání roku 1944
- Mariusz Stachowiak
- Marcin Stawiarz
- Jacek Maria Stokłosa
- Maksymilian Strasz
- Władysław Strzemiński
- Władysław Strojny
- Andrzej Strumiłło
- Tadeusz Sumiński
- Jan Sunderland
- Jerzy Szandomirski
- Rosław Szaybo (1933–2019)
- Jerzy Szepetowski
- Wincenty Szober (1920–2009) fotografoval Varšavské povstání roku 1944
- Awit Szubert
- Władysław Szulc
- Tadeusz Szwed
- Andrzej Słodkowski

## T
- Jan Tarasin
- Stefan Themerson
- Zbigniew Tomaszczuk
- Jerzy Tomaszewski (1924–2016) fotografoval Varšavské povstání roku 1944
- Tomasz Tomaszewski
- Mateusz Torbus
- Jacek Tylicki (* 1951)

## U
- Piotr Uklański

## W
- Wacław Wantuch
- Zygmunt Walkowski
- Tadeusz Wański
- Antoni Wawrzyniak (1883–1954) fotografoval Varšavské povstání roku 1944
- Ryszard Waśko
- Aleksandra Went
- Marcin Wenta
- Jan Weselik
- Roman Wesołowski
- Marek Wielgus
- Wojciech Wieteska
- Lech Wilczek
- Juliusz Wilczur-Garztecki
- Mieczysław Wielomski
- Bronisław Wilkoszewski
- Jacek Winkler
- Stanisław Ignacy Witkiewicz (1885–1939) dramatik, malíř, fotograf, autor antiutopických románů a výrazná postava evropské meziválečné avantgardy
- Marek Wittbrot
- Stefan Wojnecki (1929–2023) umělecký fotograf a teoretik fotografie
- Wiktor Wołkow
- Włodzimierz Wysocki (1846—1894), ukrajinský fotograf, výtvarník a básník polského původu
- Igor Wójcik

## Z
- Kazimierz Zagórski
- Filip Zawada
- Zdzisław Sosnowski (* 1947)
- Zbigniew Zegan
- Ireneusz Zjeżdżałka
- Zbigniew Zugaj

## Ł
- Andrzej Łazowski
- Wojciech Łączyński

## Ś
- Dariusz Śliwiński
- Andrzej Świetlik
- Szymon Świętochowski

## Ż
- Dariusz Żabiński
- Wacław Żdżarski (1913–1983) fotografoval Varšavské povstání roku 1944
- Artur Żmijewski